# The Dirt
The Dirt is een biografische film uit 2019, geregisseerd door Jeff Tremaine. De film handelt over de band Mötley Crüe en is gebaseerd op het boek The Dirt: Confessions of the World's Most Notorious Rock Band van de band samen met Neil Strauss.

## Verhaal
In 1973 loopt Frank Carlton Feranna Jr. weg van zijn dronken moeder na jaren mishandeling door verschillende stiefvaders. In 1978 verhuist hij van Seattle naar Los Angeles nadat pogingen om contact op te nemen met zijn biologiosche vader mislukken. In 1980 verandert hij officieel zijn naam in "Nikki Sixx". Een jaar later leert hij drummer Tommy Lee kennen en samen beginnen ze met de vorming van een band. Gitarist Mick Mars, een man die lijdt aan de chronische ziekte van Bechterew, komt er bij en met zijn drieën rekruteren ze zanger Vince Neil die speelde bij de coverband Rockandi. Na wat brainstorming noemen ze zichzelf Mötley Crüe. Na hun eerste optreden in de nachtclub Starwood krijgen ze goede kritieken en de kans op te treden in andere nachtclubs in Los Angeles. Ze komen in contact met Tom Zutaut, een nieuwe producer van Elektra Records die hen een platencontract voor vijf albums aanbiedt en nemen Doc McGhee in dienst als manager. De band heeft groot succes en de film eindigt met het laatste optreden op oudejaarsavond 2015 van de Mötley Crüe Final Tour.

## Rolverdeling
| Acteur            | Personage        |
| ----------------- | ---------------- |
| Douglas Booth     | Nikki Sixx       |
| Iwan Rheon        | Mick Mars        |
| Machine Gun Kelly | Tommy Lee        |
| Daniel Webber     | Vince Neil       |
| Pete Davidson     | Tom Zutaut       |
| David Costabile   | Doc McGhee       |
| Leven Rambin      | Sharise Neil     |
| Kathryn Morris    | Deana Richards   |
| Rebekah Graf      | Heather Locklear |
| Tony Cavalero     | Ozzy Osbourne    |
| Max Milner        | Razzle           |
| Christian Gehring | David Lee Roth   |

## Productie
Aanvankelijk zouden Paramount Pictures en MTV films de film uitbrengen, maar dit liep uiteindelijk op niets uit. De filmopnamen gingen van start in 2018. De film is geproduceerd en gedistribueerd door Netflix.

### Release en ontvangst
De film werd op 22 maart 2019 uitgebracht op Netflix. De film kreeg matige kritieken van de filmcritici met een score van 39% op Rotten Tomatoes, gebaseerd op 70 beoordelingen.